# Bristol Pegasus
Le Bristol Pegasus est un moteur d'avion en étoile de neuf cylindres mono-ligne refroidi par air, conçu par Roy Fedden de la Bristol Aeroplane Company. Il fut utilisé pour des avions civils et militaires des années 1930 et 1940. Développé à partir des premières versions des moteurs Mercury et Jupiter, ses dernières versions pourraient développer 1 000 chevaux (~750 kW) à partir d'une cylindrée de 28 l avec un compresseur mécanique.
Des développements du Pegasus ont donné le Bristol Draco (en) à injection et le Bristol Phoenix Diesel, les deux types ont été produits en nombre limité. En revanche, à la fin de la production, 30 000 moteurs Pegasus avaient été construits. Les applications allaient du biplan monomoteur au quadrimoteur Sandringham et hydravion Sunderland. Plusieurs records d'altitude et de distance ont été battus par des avions utilisant le Pegasus.
La société Bristol Siddeley a réutilisé le nom de nombreuses années plus tard pour le turboréacteur utilisé sur le Hawker Siddeley Harrier et qui est devenu célèbre en tant que Rolls-Royce Pegasus quand Rolls-Royce a repris cette société.
Deux moteurs Pegasus Bristol restent en état de navigabilité en 2010, sur des Fairey Swordfish de la Royal Navy Historic Flight (en), d'autres exemplaires sont conservés et exposés dans des musées de l'aviation (en).

## Conception et développement
Le Pegasus a été conçu par Sir Roy Fedden pour remplacer le Bristol Jupiter, en poursuivant les évolutions appliquées au Mercury. Le Mercury était un petit moteur qui produisait environ autant de puissance que le Jupiter, grâce à une combinaison de la suralimentation qui a amélioré la combustion, et diverses modifications visant à améliorer le régime moteur. La puissance d'un moteur à piston peut être calculée en multipliant la puissance par cylindre par le nombre de cycles par seconde ; le Mercury cumulait les deux donnant plus de puissance pour une taille donnée. Le principal avantage était l'amélioration du rapport puissance-poids grâce à un meilleur rendement volumétrique (en).
Le Pegasus a les mêmes taille, cylindrée et construction générale en acier/aluminium que le Jupiter, mais des améliorations ont permis d'augmenter la vitesse maximale du moteur de 1 950 à 2 600 tours par minute pour le décollage. La puissance est passée de 580 ch (430 kW) pour le Jupiter à 635 ch (474 kW) pour la première version Pegasus II, 690 ch (515 kW) pour le premier modèle de production Pegasus III, et, finalement le modèle Pegasus XXII avec 1 010 ch (750 kW) grâce à la suralimentation à deux vitesses (introduite sur le Pegasus XVIII) et le carburant à 100 d'indice d'octane. Cela a donné naissance l'expression one pound per horsepower (une livre par cheval-vapeur), reflétant l'excellent rapport puissance-poids.
Certains utilisateurs notables du Pegasus étaient le Fairey Swordfish, Vickers Wellington et Short Sunderland. Il a également été utilisé sur le Anbo 41, Bristol Bombay, Saro London, Short S.23 Empire, Vickers Wellesley et le Westland Wallace.
Comme le Jupiter, le Pegasus a également été licencié à la société PZL en Pologne. Il a été utilisé sur les bombardiers PZL.23 Karaś et PZL.37 Łoś. En Italie, Alfa Romeo a construit à la fois le Jupiter (126-RC35) et le Pegasus sous licence, le moteur basé sur le Pegasus désigné comme l'Alfa Romeo 126 RC34 (en) et la version civile 126 RC10. En Tchécoslovaquie, il a été construit par Walter Engines sous le nom de Pegas.
Environ 32 000 moteurs Pegasus ont été construits Le Pegasus a établi trois records d'altitude : en 1932, 1936 et 1937. Il a été utilisé pour le premier vol au-dessus de l'Everest, et en 1938, le record du monde de distance.

## Variantes

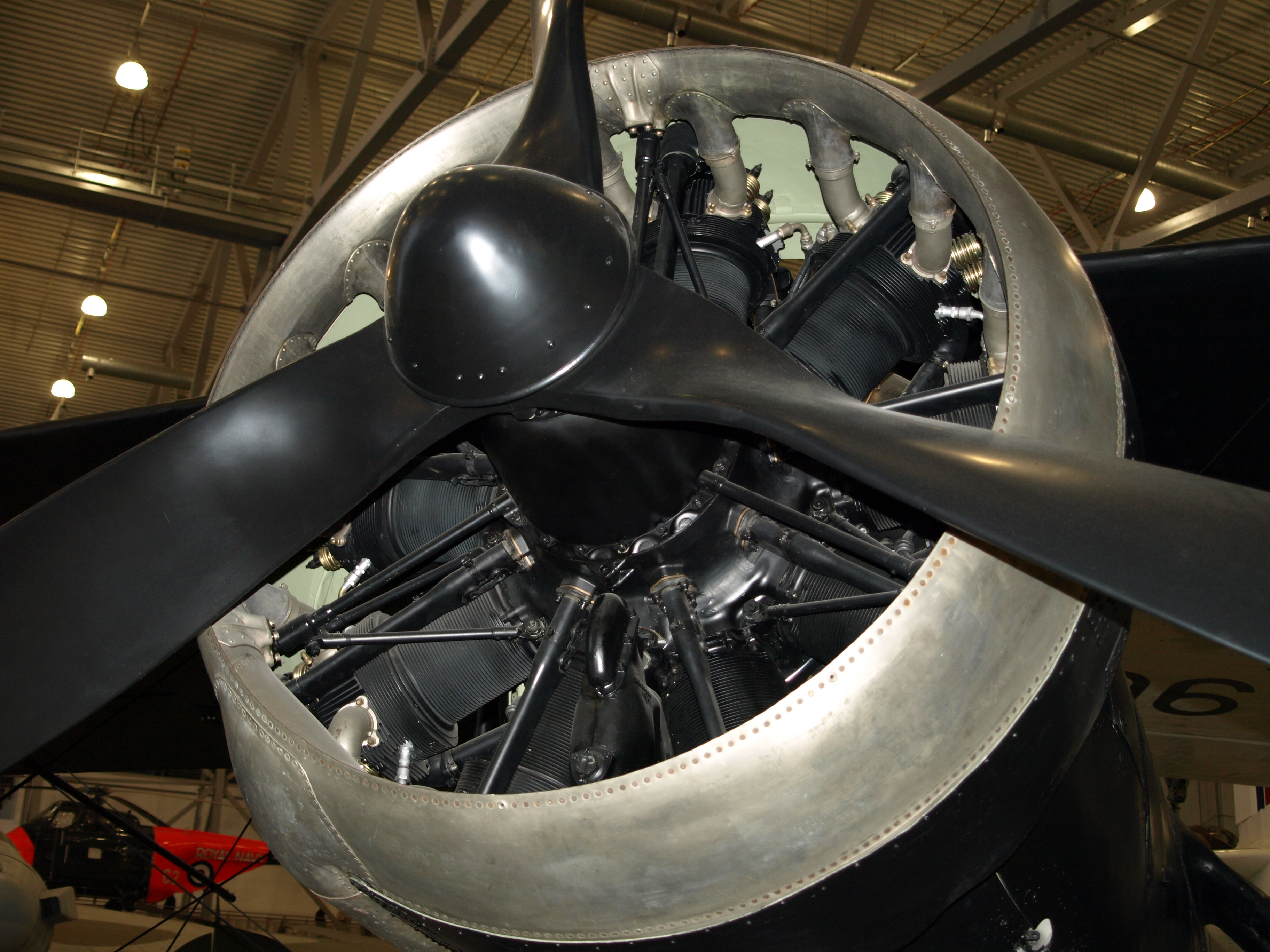
Bristol Pegasus sur un Fairey Swordfish

Le Pegasus a été produit dans de nombreuses variantes, les premiers prototypes étaient sans compresseur mais la majorité utilisaient un compresseur à une vitesse ou à deux vitesses. Les différences incluent taux de compression, les rapports d'engrenage de réduction de l'hélice et accessoires.

## Applications

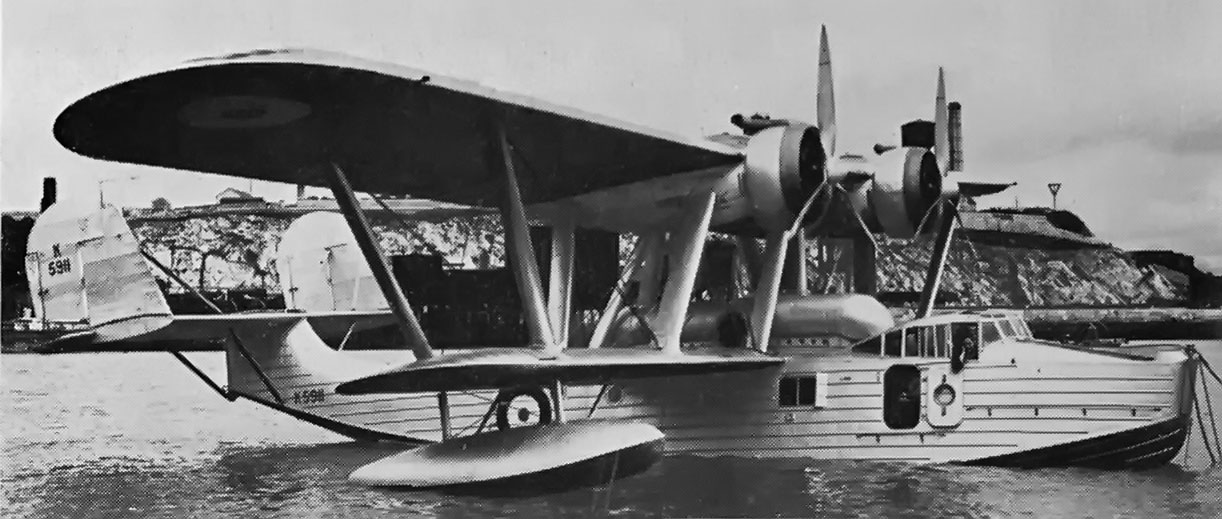
Saro London

Note :
- ANBO IV
- Blackburn Baffin
- Blackburn Ripon
- Blackburn Shark
- Boulton Paul Mailplane (en)
- Boulton Paul P.75 Overstrand
- Boulton Paul Sidestrand
- Bristol Bombay
- Bristol Type 118 (en)[6]
- Bristol Type 120 (en)
- Bristol Type 138 (en)
- Douglas DC-2
- Fairey TSR I (en)
- Fairey Seal (en)
- Fairey Swordfish
- Fokker C.X
- Fokker D.XXI-5
- Gloster Goring (en)
- Handley Page H.P.43 (en)
- Handley Page H.P.47 (en)
- Handley Page H.P.51 (en)
- Handley Page Hampden
- Handley Page H.P.54 Harrow
- Hawker Hart
- Junkers Ju 52
- Junkers Ju 86K-4
- Koolhoven FK.52 (en)
- Letov Š-328
- LWS-6 Żubr
- PZL.23 Karaś
- PZL.37 Łoś
- Saro London
- Savoia-Marchetti SM.95
- Short Mayo Composite
- Short Sandringham
- Short S.25 Sunderland
- Short S.23 Empire
- Short L.17 Scylla
- Supermarine Stranraer
- Supermarine Walrus
- Vickers Type 253
- Vickers Type 264 Valentia
- Vickers Vanox (en)
- Vickers Vellox (en)
- Vickers Vespa (en)
- Vickers Viastra X (en)
- Vickers Victoria
- Vickers Vildebeest
- Vickers Virginia
- Vickers Wellington
- Vickers Wellesley
- Westland Wallace
- Westland Wapiti
- Westland PV.7 (en)
- Westland-Houston PV-3 (en)

## Survivants
En octobre 2010, deux moteurs Pegasus Bristol étaient en état de navigabilité en Angleterre. Ils propulsent deux avions Fairey Swordfish de la Royal Navy Historic Flight (en).

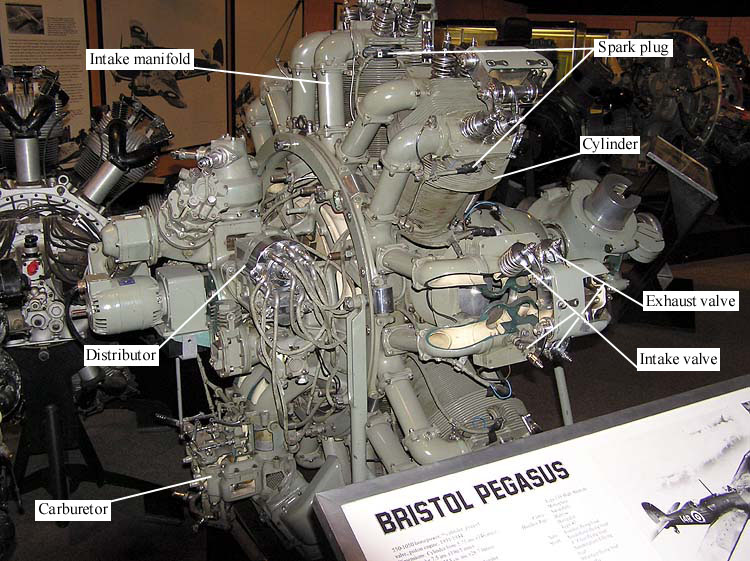
Bristol Pegasus

### Développement liés
- Bristol Jupiter
- Bristol Mercury
- Bristol Phoenix

### Liste
- Liste des moteurs d'avions

### Similaires
- Pratt & Whitney R-1690 (en)
- Wright R-1820

### Autres lectures
- (en) Bill Gunston, Development of piston aero engines, Stroud, Sutton, 2006 (ISBN 0-7509-4478-1)